# Суинфорд, Хью
Хью де Суинфорд (англ. Hugh de Swynford; около 1340 — 13 ноября 1371) — английский рыцарь и землевладелец, первый муж Кэтрин (Екатерины) Роэ, вассал Джона Гонта, герцога Ланкастера. Был сыном сэра Томаса де Суинфорда, владел поместьями Колби и Кетлторп в Линкольншире. Большую часть жизни провёл в военных походах. В 1356 году в составе армии Эдуарда Чёрного принца сражался при Пуатье; участвовал в военных кампаниях Джона Гонта в Кастилии (1366 и 1369) и во Франции (1370—1371). Вдова Хью стала любовницей, а затем и женой Джона Гонта.

## Происхождение
Хью происходил из английского рода Суинфордов, известного с XII века. Некоторые исследователи высказывали предположение, что он имел англосаксонские корни, однако доказательств этого не существует. Эта семья, вероятно, происходила из Суинфорда в Лестершире, при этом в «Книге Страшного суда» её представители не упоминаются. Род был достаточно разветвлённым, в Средние века встречаются многочисленные упоминания о его представителях, однако попытки создать точную генеалогию Суинфордов до XIV века успехами не увенчались.
Дедом Хью, вероятно, был сэр Роберт де Суинфорд, который не позже 1343 года продал принадлежавшее ему поместье Бургейт в Саффолке, сделав своих наследников безземельными. Вероятно, этот Роберт идентичен Роберту Суинфорду, рыцарю из Норвича, которому в 1345 году перед смертью отпустили все грехи, как и его жене Маргарет и сэру Томасу Суинфорду — судя по всему, их сыну. Этот Томас в августе 1345 года купил у представителей рода Купплдайк поместье Колби в Линкольншире, став арендатором частично короля Эдуарда III, а частично — его сына, Джона Гонта, поскольку часть земель поместья входили в состав принадлежавшего тому графства Ричмонд. Начиная с 1340-х и до 1356 года Томас Суинфорд занимал различные должности в Бедфордшире, Бакингемшире и Ратленде. В 1356 году он купил у Джона де ла Кроя поместье Кетлторп в Линкольншире, располагавшееся неподалёку от другого его поместья, Колби, после чего в 1357 году переселился туда вместе с женой. С этого момента и до 1498 года Кеттлторп стал главной резиденцией Суинфордов.
Томас Суинфорд был женат на Николе, вдове сэра Ральфа Бассета из Уэлдона. Р. Коул, исследовавший генеалогию рода Суинфордов, предположил, что эта женщина могла быть дочерью сэра Роберта де Ардена из Дрейтона (Оксфордшир), однако другие исследователи поставили это под сомнение.

## Биография
В декабре 1361 года в посмертном разбирательстве по наследству Томаса Суинфорда указывалось, что его наследнику Хью исполнился 21 год. Таким образом, дата рождения Хью — примерно 1340 год.
Судя по всему, Хью, ставший профессиональным солдатом, начал свою карьеру на королевской службе в качестве вассала Эдуарда Чёрного принца, старшего сына короля Эдуарда III, участвуя в войне во Франции. В 1356 году он сражался при Пуатье под командованием Чёрного принца. Вероятно, впоследствии он был посвящён в рыцари. После того, как в 1361 году принц Эдуард перебрался в Аквитанию, Суинфорд, судя по всему, перешёл на службу к его младшему брату Джону Гонту — сюзерену его отца по владениям Колби и Кетлторп. 3 ноября 1361 года умер Томас Суинфорд, но полученное Хью наследство было не очень велико. Поэтому служба у Джона Гонта, ставшего в 1362 году герцогом Ланкастерским, была для Суинфорда единственной возможностью поправить своё положение.
Вскоре Хью женился на Кэтрин (Екатерине) Роэ, дочери рыцаря из Эно Пейна де Роэ, которая находилась на службе у жены герцога, Бланки Ланкастерской. Брак, судя по всему, был устроен Гонтом по просьбе супруги. Долгое время свадьбу датировали примерно 1366—1367 годами. Однако Э. Уэйр, исследовавшая биографию Кэтрин Суинфорд, полагает, что Хью и Кэтрин поженились не позднее 1362 года, поскольку родившаяся в этом браке дочь Бланка в 1368 году была достаточно взрослой, чтобы её поместили в качестве подруги для игр к дочерям Гонта. Кроме того, возможно, в этом браке родилась ещё одна дочь, Маргарет Суинфорд, которая в 1377 году стала монахиней, а самый ранний возраст, в котором это возможно, — 13—14 лет. К тому же в реестре епископа Бекингема от 24 января 1365 года жена Хью упоминается как «Екатерина Суинфорд». Местом, где прошла брачная церемония, могла быть одна из часовен герцога Ланкастера — возможно, часовня Савойского дворца.
Вряд ли Хью получил большое приданое, но в перспективе он мог унаследовать владения тестя в Эно. Кроме того, высокие связи семьи Роэ могли помочь карьере Суинфорда. Документально известно, что в браке родились дочь Бланка и сын Томас. По мнению Э. Уэйр, у Хью было ещё две дочери: Маргарита, которая стала в 1377 году монахиней в аббатстве Баркинг, и Дороти, жена Томаса Тимелби из Пулхэма, шерифа Линкольншира в 1380 году.
Значительную часть своей последующей жизни Хью Суинфорд провёл в военных кампаниях герцога Ланкастера на континенте — во Франции и Испании. В ноябре 1366 года он получил вызов присоединиться к Джону Гонту в Аквитании для участия в походе в Кастилию, на помощь королю Педро I Жестокому, которого сверг его единокровный брат Энрике Трастамарский. В результате разгрома армии Энрике в битве при Нахере в мае 1367 года Педро был восстановлен на престоле, но летом в лагере англичан началась дизентерия, от которой серьёзно пострадала вся армия. Узнав, что Энрике Трастамарский вторгся в Гасконь, англичане были вынуждены покинуть Кастилию. В Англию Гонт вернулся в начале октября 1368 года; вероятно, вместе с ним вернулся и Хью.
В марте 1369 года возобновилась Столетняя война. Джон Гонт был в июне назначен королевским капитаном и лейтенантом английских владений во Франции. Набрав за счёт дохода от своих личных владений около 5 тысяч солдат и лучников, он в июле прибыл в Кале. В составе этой армии был, вероятно, и Хью Суинфорд, который принимал участие в боевых действиях в августе и сентябре 1369 года. Домой он вернулся, вероятно, в ноябре.
В 1370 году Хью вновь отправился на военную кампанию с герцогом Ланкастером, на этот раз в Аквитанию. Он не сопровождал Гонта, вернувшегося в Англию осенью 1371 года: вероятно, причиной тому стала болезнь. Суинфорд умер в Аквитании 13 ноября 1371 года. Где он был похоронен, не установлено. С учётом его плачевного финансового положения тело вряд ли было доставлено в Англию; по мнению Э. Уэйр, его скорее всего похоронили на континенте.
Герб Хью Суинфорда, доставшийся ему от отца, представлял собой 3 золотые кабаньи головы на чёрном шевроне на серебряном поле.

## Владения
Основным местом жительства Хью было поместье Кетлторп, располагавшееся в 12 милях к западу от Линкольна. Оно занимало примерно три тысяча акров, большая часть из которых приходилась на лес. В состав поместья входили также деревни Лотертон, Ньютон-он-Трент и Фентон. Другое поместье Суинфорда, Колби, располагавшееся в семи милях к югу от Линкольна, было разделено на две равные части, каждая из которых составляла около 90 акров земли и 15 акров пастбищ. В 1367 году южная часть поместья приносила доход в 54 шиллинга и четыре пенса, причём арендная плата, выплачиваемая Джону Гонту как графу Ричмонду, составляла два шиллинга. Другая часть поместья принадлежала королю и составляла половину рыцарского фьефа. В 1361 году она не приносило особого дохода, поскольку земля была бесплодной, а голубятня и мельница лежали в руинах; его стоимость составляла 37 шиллингов и 10 пенсов — треть от суммы, когда-то уплаченной отцом Хью за его покупку.

## Брак и дети
Жена: до 1362 Кэтрин (Екатерина) Роэ (около 1350 — 10 мая 1403), дочь рыцаря из Эно Пейна де Роэ. Дети:
- Бланка де Суинфорд (около 1363 — ?)[7].
- (?) Маргарита де Суинфорд (около 1364 — ?), монахиня в аббатстве Баркинг[англ.] с 1377[7].
- (?) Дороти де Суинфорд (около 1366 — ?); муж: Томас Тимелби из Пулхэма (умер в 1390), шериф Линкольншира в 1380[7].
- сэр Томас (II) де Суинфорд (4 февраля 1367 — 2 апреля 1432)[14].